# Flèche wallonne 1987
La Flèche wallonne 1987, 51e édition de la course, a lieu le 15 avril 1987 sur un parcours de 245 km. La victoire revient au Français Jean-Claude Leclercq, qui a terminé la course en 6 h 19 min 23 s, devant le Belge Claude Criquielion et l'Allemand Rolf Gölz.
Sur la ligne d’arrivée du mur de Huy, 63 des 239 coureurs au départ à Spa ont terminé la course.

## Classement final
| #  | Coureur              | Équipe                           |    | Temps           |
| -- | -------------------- | -------------------------------- | -- | --------------- |
| 1  | Jean-Claude Leclercq | Toshiba-Look                     | en | 6 h 19 min 23 s |
| 2  | Claude Criquielion   | Hitachi-Marc-Rossin              | +  | 26 s            |
| 3  | Rolf Gölz            | Superconfex-Kwantum-Yoko-Colnago |    | 51 s            |
| 4  | Stephen Roche        | Carrera Jeans-Vagabond           |    | 56 s            |
| 5  | Yvon Madiot          | Système U                        |    | 1 min 07 s      |
| 6  | Paul Watson          | Lycra-Halfords                   |    | 1 min 22 s      |
| 7  | Dag Otto Lauritzen   | 7-Eleven                         |    | 1 min 29 s      |
| 8  | Martial Gayant       | Système U                        |    | 1 min 45 s      |
| 9  | Alberto Volpi        | Gewiss-Bianchi                   |    | 1 min 58 s      |
| 10 | Moreno Argentin      | Gewiss-Bianchi                   |    | 2 min 30 s      |